# Matthijs Bril de Jongere

De Engelenburcht te Rome van zijn hand

Matthijs Bril de Jongere (Antwerpen, ca. 1550 – Rome, 8 juni 1583) was een Zuid-Nederlands kunstschilder en de oudere broer van Paul Bril. Van hun vader, Matthijs Bril de Oudere, eveneens schilder, zijn voor zover bekend geen werken bewaard gebleven.
Bril vertrok reeds op jeugdige leeftijd naar Italië. Zijn werken zijn te bezichtigen in het Lateraans Paleis en de Vaticaanse Musea.
- Bibliothèque nationale de France: cb150437757 (data)
- Biografisch Portaal: 00983488
- Digitale Bibliotheek voor de Nederlandse Letteren: bril007
- Gemeinsame Normdatei: 128608102
- International Standard Name Identifier: 0000 0000 6634 6013
- KulturNav: 73499709-29f4-499a-b080-734b50124355
- Library of Congress Control Number: nr2003025284
- Nederlandse Thesaurus van Auteursnamen: 14439698X
- RKD-Nederlands Instituut voor Kunstgeschiedenis: 12589
- Système universitaire de documentation: 075969017
- Union List of Artist Names: 500007303